# Pseudobotrys dorae
Pseudobotrys dorae är en järneksväxtart som beskrevs av Walter Moeser. Pseudobotrys dorae ingår i släktet Pseudobotrys och familjen Cardiopteridaceae. Inga underarter finns listade i Catalogue of Life.